# Hailun Nongchang (bondby i Kina, Heilongjiang Sheng, lat 47,72, long 127,14)
Hailun Nongchang (kinesiska: 海伦农场) är en bondby i Kina. Den ligger i provinsen Heilongjiang, i den nordöstra delen av landet, omkring 220 kilometer norr om provinshuvudstaden Harbin. Antalet invånare är 9 815. Befolkningen består av 4 959 kvinnor och 4 856 män. Barn under 15 år utgör 10,0 %, vuxna 15-64 år 79 %, och äldre över 65 år 9,0 %.
Runt Hailun Nongchang är det ganska tätbefolkat, med 149 invånare per kvadratkilometer. Närmaste större samhälle är Shuanglu, 11,5 km sydväst om Hailun Nongchang. Trakten runt Hailun Nongchang består till största delen av jordbruksmark.
Genomsnittlig årsnederbörd är 1 086 millimeter. Den regnigaste månaden är juli, med i genomsnitt 344 mm nederbörd, och den torraste är januari, med 9 mm nederbörd.